# Heliconia platystachys
Heliconia platystachys är en enhjärtbladig växtart som beskrevs av John Gilbert Baker. Heliconia platystachys ingår i släktet Heliconia och familjen Heliconiaceae. Inga underarter finns listade.